# Ставилац
Ставилац је била дворска титула у средњовековној Србији и Босни. Одговара византијским дворским титулама доместика и доместика столника. Доместик и столник имали су задатак да послужују цара на свечаним обедима по строго утврђеном церемонијалу. У посебно свечаним тренуцима придруживао би се по рангу знатно виши пехарник. Почасна дужност сводила би се на церемонијал око царске трпезе. У случају њихове одсутности исту дужност обављали би цареви рођаци. У питању су биле личности од високог поверења којима је близина цару омогућавала успон у служби.
Византијски столник и српски ставилац нису истоветне титуле јер је српски ставилац обављао и дужности византијског доместика столника. Улога ставиоца није се исцрпљивала на свечаним обедима већ је обављао и друге послове као што је на пример управа над хлебарима док је слуга био старешина људи који су се бринули о вину. Угледник са овом титулом подизао је светодмитарски доходак, потписивао повеље, а понекад је добијао и улогу милосника.
Титула ставиоца у средњовековној Србији први пут је забележена на двору краља Милутина. У питању је Ђураш Вранчић, родоначелник Ђурашевића. Милош Војиновић, син војводе Војина, био је потписник повеље којом је Стефан Душан продао Дубровчанима Стон и Пељешац. Исту титулу носио је око 1350. године Војислав Војиновић, доцније један од најистакнутијих српских обласних господара. Исту службу обављао је и Лазар Хребељановић касније српски кнез.
Након што се прогласио за краља Срба и Босне, Твртко I Котроманић почео је да уређује двор по узору на Немањиће па се и у средњовековној Босни јавља титула ставиоца. На Твртковом двору ставилац је био Твртко Влађевић док је исту службу код краља Стефана Дабише обављао Иван Радивојевић. Након дезинтеграције државе Немањића обласни господари су почели да своје дворове уређују по узору на двор Немањића па се тако јавља титула ставиоца код Александра, господара Канине и Валоне кога је служио ставилац Ујеђа.
Како су српски дворови били далеко скромнији од византијског систем служби је био мање развијен па је тако титула ставиоца заузимала виши положај у односу на сличне византијске титуле (столник и доместик столник). Ставилац се налази у кругу малобројних дворана који су изузетно блиски владару. Ранг ставиоца је опао након проглашења царства и преузимања звучнијих византијских титула деспота, севастократора и кесара.